# 瀬乃真帆子
瀬乃 真帆子（せの まほこ、2007年9月18日 - ）は、日本の女性YouTuber、TikToker、インフルエンサー。
VAZ所属、女子小中高生向けYouTubeチャンネル「めるぷち」の元メンバー、ファッション雑誌「Popteen」の元クリエイターモデル。愛称は、まっこん。

## 略歴
2021年、『Melly発売記念 めるぷちTikTokオーディション』に応募し、合格。7月23日、研究生として「めるぷち」に加入する。9月25日、ゲームアプリ「フェアリースフィア」の応援団「フェアリスチアーズ」に就任し、フェアリスチアーズとして、動画チャンネルでのコラボーションやテレビCM出演など、様々な施策に登場した。
2022年3月、研究生からレギュラー生に昇格。10月、Popteenの読者モデルに加入、12月発売の1月号に初掲載。
2023年4月、読者モデルからクリエイターモデルに昇格、5月号にてクリエイターモデルとして初掲載された。7月15日から8月28日にかけて開催された『めるぷち選抜決定戦2023』に出馬し、最終順位1位で選抜生に就任。8月、ショートフィルム『反復横跳び少女』にて初主演に抜擢される。10月10日に開催された『TikTok TOHO Film Festival 2023』ではこの作品がグランプリに輝き、制作した宮田和弥が受賞し、「グランプリ&観客賞のW受賞という史上初の快挙」を成し遂げた。8月29日、相方である久保田海羽とYouTubeチャンネル「みなまほチャンネル」を開設し、動画投稿を開始。
2024年1月15日、瀬乃を含む選抜生4人でユニットを結成し、1stシングル「かわいいをスタート」を音楽配信限定でリリース。3月ごろ、Popteenの公式サイトからプロフィールが削除される。6月7日、久保田海羽とともにめるぷちからの卒業を発表。8月21日、芸名を「坪田真帆子」から「瀬乃真帆子」への改名を発表。9月9日から10月7日にかけて、ABEMAで放送された『今日、好きになりました。』の第65弾（ドンタン編）に出演。11月25日から12月30日にかけて放送された第67弾（冬休み編2024）にも継続メンバーとして参加し、甲斐虎壱とカップルになる。11月23日、めるぷちを卒業、同時にみなまほ1st写真集『紡』（株式会社リルプラ）を発売。11月上旬、超十代メンバーになり、超十代とE-line MASKが共同開発したマスクを発売。コラボメンバーとしてマスク全体や耳紐の色、名前、パッケージデザインを古園井寧々、実熊瑠琉、中島結音と考案。

## 人物
- 特技はチアダンス、マット運動、ピアノ、歌、絵を描くこと[1]。
- 趣味はファッション、映画・ドラマ鑑賞[1]。
- ファンネームはまほちゅる[29]。
- めるぷちでの挨拶は「ちゅるちゅるこんにちは〜まほこです！」[30]。
- めるぷちでのメンバーカラーは黄緑[31][32]。

## 出演

### WEB
- めるぷち（2021年7月23日 - 2024年11月23日、YouTube）[1][7]
- スカイファイトTV[33]（2021年10月2日[34] - 、YouTube）[1]
- 今日、好きになりました。
  - ドンタン編（2024年9月9日 - 10月7日、ABEMA）[22]
  - 冬休み編2024（2024年11月25日 - 12月30日、ABEMA） - 継続メンバー[23]

### ショートフィルム
- 反復横跳び少女[15][16]（2023年、宮田和弥監督）[1]

### イベント
- フェアリースフィア（2021年） - 応援大使[1][9]
- 愛媛マンダリンパイレーツ（2022年） - 応援ガール[1]
- 九州コレクション（2023年）[1]
- 美少女図鑑COLLECTION2023 SPRING/SUMMER（2023年5月27日）[1][35]
- 超十代 -ULTRA TEENS FES- 2024@TOKYO（2024年3月28日）[1][36]
- GAKUSEI RUNWAY 2024 SPRING＆SUMMER（2024年6月16日）[1][37]
- 超WEGO（2024年9月28日）[38]
- 超十代 -ULTRA TEENS FES- 2024@NAGOYA（2024年12月26日）[39]
- SDGs推進 TGC しずおか 2025 by TOKYO GIRLS COLLECTION（2025年1月11日）[40]

## 書籍

### 雑誌連載
- Popteen（2023年5月号 - 2024年、角川春樹事務所） - クリエイターモデル[2]

### 写真集
- 紡（2024年11月23日、株式会社リルプラ）[26]